# Courageous – Ein mutiger Weg
Courageous – Ein mutiger Weg (Originaltitel: Courageous) ist ein christliches Filmdrama aus dem Jahr 2011, von Regisseur Alex Kendrick.

## Hintergrund
Alex Kendrick ist als Pastor in Georgia tätig. Nachdem ihm zu Ohren kam, dass die Darstellung in Filmen mehr Einfluss auf die Allgemeinheit hat als eine Predigt in der Kirche, fasste er gemeinsam mit seinem Bruder Stephen den Beschluss, selbst Filme zu produzieren. Courageous ist der vierte Film, in dem Kendrick die Regie führte und wurde im Jahr 2010 in Albany (Georgia) gedreht. Zuvor hatte Kendrick beispielsweise Facing the Giants oder Fireproof – Gib deinen Partner nicht auf gedreht. Das Drehbuch zu Courageous schrieben die Brüder gemeinsam, Stephen fungierte zusätzlich als Produzent, während Alex eine der Hauptrollen im Film verkörperte. Ein Teil der Mitwirkenden (Freiwillige der Sherwood Baptist Church) betätigte sich ehrenamtlich für die Produktion, die bei Sherwood Pictures entstand.
Vor Beginn der Dreharbeiten kamen die Filmemacher bei Sherwood Pictures zu einem Gebet zusammen. Dies hatten sie bei den vorherigen Kinofilmen, die Kendrick mit dieser Gesellschaft in den Jahren 2006 und 2008 produziert hatte, ebenfalls getan. Obwohl diese Filme mit christlichen Themen nicht an die Hollywood-Produktionsstandards heranreichen, zählen sie doch zu den profitabelsten Filmen dieses Genres. Vermarktet wurde der Film von Sony Provident Films. Insgesamt spielte er 34,5 Mio. Dollar ein.

## Handlung
Adam Mitchell, ein Polizeibeamter im aktiven Dienst, hat eine Frau und zwei Kinder. Seine Tochter kommt bei einem Autounfall ums Leben und die Familie muss lernen damit umzugehen. Adam glaubt, dass er kein guter Vater für sie war, und entscheidet sich, seinem Sohn ein Versprechen zu geben, dass er für ihn der „beste Vater“ sein werde. Als er seinen Freunden von diesem Plan erzählt, wollen sie ebenfalls den Vertrag unterschreiben. Am Ende des Films hält er eine Rede vor der Gemeinde, in der er sagt, wie wichtig es ist, ein guter Vater zu sein.
Nathan Hayes’ Sohn wird am Anfang des Films fast bei einem Autodiebstahl entführt. Hayes gelingt es, ihn zu retten. Weitere Probleme bereitet ihm seine älteste Tochter, die einen Freund mit nach Hause bringt, der Mitglied in einer gefährlichen Gang ist. Später wird der Freund der Tochter verhaftet und Hayes besucht ihn im Gefängnis, um gemeinsam mit ihm in der Bibel zu lesen.
Shane Fuller ist geschieden und hat einen Sohn. Auch er hat das Gefühl, dass er zu wenig Zeit mit ihm verbringt, zudem hat er Drogenfunde aus Razzien unterschlagen und illegal verkauft, wofür er inhaftiert wird. Im Gefängnis bereut er seine Tat und Adam Mitchell, der ihn dort besucht, vergibt ihm sein Fehlverhalten.
David Thomson ist der jüngste der Gruppe. Er ist ein junger Polizist. Aus einer Collegebeziehung hat er ein uneheliches Kind, für das er die Verantwortung nicht übernehmen will. Er erkennt schließlich, nach einem Gespräch mit Nathan Hayes, dass dies ein Fehler war, und bemüht sich, einen Kontakt zu dem kleinen Mädchen herzustellen.
Javier Martinez ist der Einzige der Freunde, der nicht bei der Polizei arbeitet. Dass er keinen richtigen Job finden kann, belastet seine Frau und die ganze Familie. Per Zufall (im Film durch Gottes Willen dargestellt) kann er für Mitchell ein Gartenhaus bauen. Dieser hilft ihm bei einer Textilfirma einen festen Job zu bekommen und Martinez steigt sogar zum Lagermanager auf.

## Synchronisation
| Darsteller      | Synchronsprecher    | Rolle             |
| --------------- | ------------------- | ----------------- |
| Alex Kendrick   | Frank Röth          | Adam Mitchell     |
| Ken Bevel       | Charles Rettinghaus | Nathan Hayes      |
| Kevin Downes    | Bernd Vollbrecht    | Shane Fuller      |
| Ben Davies      | Rainer Fritzsche    | David Thomson     |
| Robert Amaya    | Nico Mamone         | Javier Martinez   |
| Angelita Nelson | Iris Artajo         | Carmen Martinez   |
| Donald Howze    | Valentin Stilu      | Derrick Freeman   |
| Renee Jewell    | Andrea Aust         | Victoria Mitchell |

## Auszeichnungen (Auswahl)
- 2012: „Epiphanias-Preis“ für den besten christlichen Kinofilm bei der Movieguide-Gala in Hollywood.[5]
- 2012: „Jubilee Award“ beim San Antonio Independent Christian Film Festival.[6]